# Abilio Estévez
Abilio Estévez (Havana, 7 de janeiro de 1954) é um escritor cubano, nacionalizado espanhol, que atualmente vive em Barcelona, Espanha.

## Biografía
Nasceu em Marianao, na rua Medrano (hoje 102), junto ao antigo quartel de Columbia, onde o seu pai era radiotelegrafista do Cuerpo de Señales. Viveu em Marianao até deixar Cuba. A sua família é oriunda de Bauta y Artemisa, aldeias do interior de La Havana e Pinar del Río, respetivamente. Foi aluno do Pre-Universitario de Marianao.  
Em 1977, licenciou-se em Língua e Literaturas Hispânicas na Universidade de Havana, onde no ano seguinte realizou uma pós-graduação em filosofia. 
Ganhou o prémio "José Antonio Ramos" pela sua peça teatral La verdadera culpa de Juan Clemente Zenea, levada a cena por Abelardo Estorino, com Adria Santana e Julio Rodríguez como protagonistas. 
Aos 46 anos abandonou Cuba, sendo crítico do regime. Considerado um dos mais importantes dramaturgos da sua geração, escreveu uma dezena de peças e foi professor em vários países (Estados Unidos, Itália, Venezuela). 
Estévez é um escritor polifacetado, romancista, contista, poeta e dramaturgo, que foi premiado em todos os géneros em que trabalhou. O seu romance Este é o teu reino, considerada por muitos como a sua melhor obra até ao momento, recebeu o Prémio da Crítica Cubana de 1999 e o Prémio ao Melhor Livro Estrangeiro publicado em França no ano 2000. Os seus livros foram traduzidos e publicados em inglês, francês, alemão, italiano, português, finlandês, dinamarquês, holandês, norueguês e grego.

## Obras
- 2013. Un sueño feliz. La noche. Teatro. Colección El cerco de tiza. Editorial Folium. San Juan, Puerto Rico.
- 2012. El año del calipso. Romance. Colección La Sonrisa Vertical. Tusquets Editores, Barcelona.
- 2010. El bailarín ruso de Montecarlo. Romance. Tusquets Editores, Barcelona.
- 2008. El navegante dormido. Romance. Tusquets Editores, Barcelona.
- 2004. Inventario secreto de La Habana. Romance. Tusquets Editores, Barcelona.
- 2004. Ceremonias para actores desesperados Teatro (inclui 3 peças: Santa Cecilia, Freddie e El enano en la botella). Tusquets Editores, Barcelona.
- 2002. Los palacios distantes. Romance. Tusquets Editores, Barcelona. Publicado em português com o título Os Palácios Distantes, em 2006, pela Editora Vega, Lisboa
- 1998. El horizonte y otros regresos. Contos. Tusquets Editores, Barcelona, España.
- 1997. Tuyo es el reino. Romance. Tusquets Editores, Barcelona. Publicado em português com o título Este é o teu Reino, em 1999, pela Editoria Presença, Lisboa.
- 1997. La noche y Un sueño feliz. Teatro. Ed. Letras Cubanas, La Habana.
- 1995. La noche. Teatro. Ediciones de Cultura Hispánica, Madrid.
- 1995. Muerte y transfiguración. Poema. Revista Unión, Nº21, octubre-diciembre, La Habana (publicado también en 1993 por Magazine Dominical de El Espectador, Bogotá, Colombia).
- 1995. Santa Cecilia. Teatro. Revista Unión, No. 18, enero-marzo, La Habana.
- 1993. Perla marina. Teatro. Ediciones de la revista Tablas, La Habana.
- 1989. Manual de las tentaciones. Prosas poéticas. La Habana, Ed. Letras Cubanas. Reeditada en 1999 por Tusquets.
- 1987. La verdadera culpa de Juan Clemente Zenea. Teatro. Ediciones Unión, La Habana .
- 1987. Juego con Gloria. Cuentos. Ed. Letras Cubanas, La Habana.

## Prémios
- 2011: Segundo Prémio de conto "Antonio Machado", Conto: "Colinas de Ettersberg", Prémios del Tren. Fundación de los Ferrocarriles Españoles.
- 2006: Segundo Prémio de conto "Antonio Machado", Conto: "El tren bajo la lluvia", Prémios del Tren. Fundación de los Ferrocarriles Españoles.
- 2003: Prémio ao melhor texto no Festival del Monólogo de Cienfuegos por El enano en la botella
- 2002: Livro do Ano de La Vanguardia por Los palacios distantes
- 2001: Prémio “Rine Leal” ao melhor texto apresentado no Festival de Teatro de Pequeño Formato de Miami pelo monólogo El enano en la botella
- 2000: Prémio ao Melhor Livro Estrangeiro em França pelo romance Este é o teu Reino
- 1999: Prémio da Crítica Cubana pelo romance Este é o teu Reino
- 1994: XXIV Prémio Teatral Tirso de Molina, outorgado pelo Instituto de Cooperación Iberoamericana de Madrid por La noche
- 1991: Prémio da Crítica especializada pela encenação de Un sueño feliz, Havana.
- 1991. Prémio Santiago Pita ao melhor texto teatral apresentado no Festival de Teatro de La Habana, por La verdadera culpa de Juan Clemente Zenea
- 1989: Prémio Luis Cernuda (Sevilla), pelo livro de prosas poéticas Manual de las tentaciones
- 1989: Prémio da Crítica Cubana pelo livro de prosas poéticas Manual de las tentaciones
- 1987: Prémio da Crítica Cubana à melhor obra de teatro publicada em forma de livro por La verdadera culpa de Juan Clemente Zenea
- 1984: Prémio José Antonio Ramos da Unión de Escritores y Artistas de Cuba por La verdadera culpa de Juan Clemente Zenea.

## Referencias
1. "La ciudad y la distancia", Leonardo Padura Fuentes, suplemento cultural de El País, Babelia, 26 de fevereiro de 2005.
2. "Siento que Cuba ya para mí es imposible", Carles Geli, suplemento cultural de El País Babelia Nº966
3. "Nombrar a Abilio Estévez", Elizabeth Mirabal e Carlos Velazco, Revolución y Cultura No. 2, 2009.
4. "Gloriosas rutinas", Armando Chávez Rivera, Cuba per se, Cartas de la diáspora, Ediciones Universal, Miami, Estados Unidos, 2009.
5. "La patria no es más que los que los políticos de cualquier signo nos quieren hacer creer", María Escobedo, Cuadernos Hispanoamericanos no. 721/722, 2010.
6. Entrevista a Abilio Estévez, por Luis Manuel García, no número 51-52 da revista Encuentro de la Cultura Cubana, 2009.
7. Entrevista con Abilio Estévez, por Carles Geli, "Babelia", El País, 966, 2010.
8. Criaturas en la Isla, por Indira Rodríguez, Reina del Mar Editores, Cienfuegos, 2012.
9. "Abilio Estévez entra em "La Sonrisa Vertical", entrevista de Antonio José Ponte, Diario de Cuba, 27 de abril de 2012.